# Prezë
Prezë é uma comuna (em albanês:  komuna) da Albânia localizada no distrito de Tirana, prefeitura de Tirana.